# ساموئل استرایک
ساموئل استرایک (Samuel Stryk)  یکی از حقوقدانان برجسته آلمان در قرن هفدهم بود. او به‌خاطر آثارش در زمینه تطبیق حقوق رومی با سیستم‌های حقوقی محلی آلمان شناخته می‌شود. استرایک یکی از چهره‌های اصلی مکتب Usus Modernus Pandectarum بود که هدف آن تفسیر و استفاده عملی از قوانین رومی در حقوق مدرن آلمان بود.

## زندگینامه
ساموئل استرایک در سال 1640 در شهر هاله، آلمان به دنیا آمد. او در دوران تحصیل خود به مطالعه عمیق حقوق رومی پرداخته و بعداً در دانشگاه‌های مختلف آلمان، از جمله هاله و فرانکفورت، تدریس کرد. استرایک به اصلاح و تفسیر حقوق رومی پرداخته و تلاش کرد این قوانین را با سیستم‌های حقوقی محلی آلمان هماهنگ کند.

## آثار مهم
یکی از مهم‌ترین آثار او کتاب Specimen Usus Moderni Pandectarum است که به بررسی کاربرد علمی حقوق رومی در آلمان می‌پردازد. این کتاب به‌عنوان یکی از منابع کلیدی مکتب Usus Modernus Pandectarum شناخته می‌شود و تأثیر زیادی بر حقوق آلمان و اروپا گذاشته است.
موضوعات کلیدی آثار
- حقوق فردی و آزادی: استرایک به تحلیل حقوق فردی، آزادی و بردگی در چارچوب قوانین رومی پرداخته است.
- تطبیق حقوق رومی با قوانین محلی: یکی از دستاوردهای او تلاش برای انطباق مفاهیم پیچیده حقوق رومی با نیازهای حقوقی محلی آلمان بود.[۳]

## مکتب
مکتب Usus Modernus Pandectarum،در قرن 17 و 18 میلادی به وجود آمد و هدف آن ایجاد تفسیرهای عملی از حقوق رومی برای استفاده در قوانین محلی بود. آثار استرایک در این زمینه نقش مهمی ایفا کرده و به‌عنوان راهنما در استفاده کاربردی از حقوق رومی در سیستم های مدرن شناخته می‌شود.

## میراث
ساموئل استرایک به‌عنوان یکی از پیشگامان در زمینه حقوق تطبیقی شناخته می‌شود. آثار او همچنان در دانشگاه‌ها تدریس می‌شود و پژوهشگران بسیاری از تحلیل‌های او در مطالعات خود بهره می‌برند. مکتب Usus Modernus Pandectarum به‌لطف تلاش‌های استرایک تأثیر عمده‌ای بر تحول حقوق مدرن اروپا گذاشت.